# Joseph Pierre Leboux-Dumorier
Joseph Pierre Leboux-Dumorier, né au Lude le 19 mai 1759 et mort à Port-Louis le 15 avril 1801, est le commissaire civil de tous les établissements coloniaux français situés au-delà du cap de Bonne-Espérance pendant la Révolution française.

## Biographie
Il rencontra peu avant sa mort le naturaliste Jean-Baptiste Bory de Saint-Vincent, alors en escale à l'Isle de France dans le cadre de l'expédition vers les Terres Australes conduite par Nicolas Baudin : trois jours après son arrivée, il participa avec lui à une herborisation emmenée par Louis Marie Aubert Du Petit-Thouars durant laquelle ils firent connaissance et se lièrent d'amitié. Pour le voyageur, « cet homme aussi vertueux qu'instruit, était à Bourbon le protecteur des sciences ». Aussi, il envisagea de se rendre avec lui dans les montagnes de cette île mais le sort prit la vie au commissaire aussitôt.

## Œuvres
- Joseph-Pierre Dumorier, Sur les troubles des colonies, et l’unique moyen d’assurer la tranquillité, la prospérité et la fidélité de ces dépendances de l’Empire ; en réfutation des deux discours de M. Brissot, des 1er et 3 décembre 1791, Paris, De l’Imprimerie de Didot Jeune, 1791, 60 p. (lire en ligne)